# Mystikal
Michael Tyler, más conocido como Mystikal (Nueva Orleans, Luisiana, 22 de septiembre de 1970) es un rapero estadounidense.
Es uno de los artistas del sello discográfico No Limit Records de Master P, que alcanzó éxito tanto crítica como comercialmente.

## Biografía
Mystikal creció en el complejos de viviendas 12th Ward, en New Orleans, Luisiana. Fue al Cohen High School en New Orleans. Más tarde se enrolaría en el Ejército y participaría en la Operación Tormenta del Desierto (Operation Desert Storm).
Su álbum de debut fue Mystikal, editado bajo Big Boy Records en 1995. Posteriormente firmó por Jive Records y grabó Mind of Mystikal en 1996. Tras las buenas ventas del disco, Master P le firmó para No Limit Records, donde lanzó su tercer álbum, Unpredictable, en 1997. Este álbum también tuvo buenas ventas además de ser críticamente alabado, pero el gran paso adelante en su carrera no llegó hasta el año 2000, con Let's Get Ready y el éxito "Shake Ya Ass". También fue exitoso el tema "Danger (Been So Long)" con Nívea, aunque nada comparado con el primer sencillo. Su duro estilo de rapear le diferencia del resto de artistas de No Limit.
En 2000 se marchó de No Limit para irse a Big Truck Records (en coproducción con Jive Records). Su último álbum Tarantula, de 2001, contiene el sencillo "Bouncin' Back (Bumpin' Me Against The Wall)". En esta canción se mezclaron elementos del jazz y swing con el hip hop, similar en el estilo del grupo de jazz-rap Us3, probablemente por primera vez en el gangsta rap. Mystikal también aparece en el tema "Move Bitch" de Ludacris y en el "I Don't Give A Fuck" de Lil' Jon & The Eastside Boyz.
El 16 de enero de 2004 el rapero fue condenado a seis años de prisión tras ser declarado culpable de varios cargos relacionados con extorsión sexual, ya que sus dos guardaespaldas obligaron a su estilista a tener actos sexuales forzados con el rapero. Estuvo encarcelado en el Elayn Hunt Correctional Center en Luisiana. En 2006 pidió su liberación, pero le fue negada. También ha sido condenado en 2007 por evasión de impuestos. Fue puesto en libertad, después de 6 años en la cárcel, el 15 de enero del 2010. Dio un pequeño concierto en febrero, poco después de salir. Inmediatamente colaboró con el cantante Lloyd en su sencillo "Set Me Free". Por contrato está obligado a sacar un último disco en Jive Records; el artista dice tener material suficiente para hacerlo, lo que no sabe es cuando lo sacará.
Al año siguiente Mystikal firmó un contrato con la productora propiedad de Birdman; Cash Money Records. Ya en 2012 anunció un nuevo álbum después de más de diez años que llevaría por título, Original. Para promocionar el álbum Mystikal lanzó al mercado dos singles "Original" (con Birdman y Lil' Wayne) y "One Night" (junto con Birdman, Jae Millz y Detail). El álbum no tiene fecha de salida, Mystikal aseguró que saldría entre 2014/2015.
En el verano de 2014 Mystikal anunció su descontento con Cash Money, argumentando que "viven en su mundo" y que "no prestan atención a sus artistas". Tras estas declaraciones (y el malestar que ya existe en la empresa tras la salida de Busta Rhymes por los mismos motivos de Mystikal) dejaría Cash muy pronto; por lo que su álbum quedaría en el aire.

## Discografía

### Álbumes
| Año  | Título                                                                         | Posición | Posición | Posición | Certificación    |
| Año  | Título                                                                         | U.S.     | U.S. R&B | Canadá   | Certificación    |
| ---- | ------------------------------------------------------------------------------ | -------- | -------- | -------- | ---------------- |
| 1994 | Mystikal - Lanzado: 20 de junio de 1994 - Productora: Big Boy                  | —        | —        | —        |                  |
| 1996 | Mind of Mystikal - Lanzado: 10 de febrero de 1996 - Productora: Jive           | 103      | 13       | —        | Oro              |
| 1997 | Unpredictable - Lanzado: 11 de noviembre de 1997 - Productora: No Limit/Jive   | 3        | 1        | —        | Platino          |
| 1998 | Ghetto Fabulous - Lanzado: 15 de diciembre de 1998 - Productora: No Limit/Jive | 5        | 1        | —        | Platino          |
| 2000 | Let's Get Ready - Lanzado: 26 de septiembre de 2000 - Productora: Jive         | 1        | 1        | 37       | 2x Multi-Platino |
| 2001 | Tarantula - Lanzado: 18 de diciembre de 2001 - Productora: Jive                | 25       | 4        | —        | Oro              |
| 2014 | Original - Lanzado: TBA - Productora: Cash Money Records/Universal Records     | -        | -        | —        |                  |

### Recopilaciones
| Título                          | Detalles del álbum                                                                                             | Posición en listas | Posición en listas | Posición en listas |
| Título                          | Detalles del álbum                                                                                             | US                 | US R&B             |                    |
| ------------------------------- | --- | ------------------ | ------------------ | ------------------ |
| Prince of the South... The Hits | - Lanzado: 10 de agosto del 2004 (US) - Productora: Jive Records - Formato: CD, descarga digital, LP, casete   | 140                | 27                 |                    |
| Chopped & Screwed               | - Lanzado: 7 de diciembre del 2004 (US) - Productora: Jive Records - Formato: CD, descarga digital, LP, casete | —                  | —                  |                    |

## Singles

### En colaboración
| Año  | Canción                                       | Posición     | Posición | Posición | Álbum             |
| Año  | Canción                                       | U.S. Hot 100 | U.S. R&B | U.S. Rap | Álbum             |
| ---- | --------------------------------------------- | ------------ | -------- | -------- | ----------------- |
| 1995 | "Y'all Ain't Ready Yet"                       | 106          | 41       | 12       | Mind of Mystikal  |
| 1997 | "Ain't No Limit"                              | -            | 63       | -        | Unpredictable     |
| 1998 | "The Man Right Chea"                          | -            | 56       | -        | Unpredictable     |
| 1999 | "That's The Nigga"                            | -            | 60       | -        | Ghetto Fabulous   |
| 2000 | "Shake Ya Ass" (feat. Pharrell Williams)      | 13           | 3        | 7        | Let's Get Ready   |
| 2001 | "Danger (Been So Long)" (feat. Nivea)         | 14           | 1        | 3        | Let's Get Ready   |
| 2002 | "Bouncin' Back (Bumpin' Me Against the Wall)" | 37           | 8        | 7        | Tarantula         |
| 2002 | "Tarantula" (feat. Butch Cassidy)             | -            | 76       | -        | Tarantula         |
| 2002 | "If It Ain't Live It Ain't Me"                | -            | 104      | -        | Tarantula         |
| 2004 | "Oochie Pop"                                  | -            | 83       | -        | Chopped & Screwed |
| 2010 | "Papercuts" (feat. Lil' Wayne & Fiend)        | -            | -        | -        | Original          |
| 2011 | "Papercuts" (feat. Lil' Wayne & Birdman)      | -            | 80       | -        | Original          |

### Colaboraciones
| Año  | Sencillo                                                                                     | Posición     | Posición | Posición | Posición | Álbum                                |
| Año  | Sencillo                                                                                     | U.S. Hot 100 | U.S. R&B | U.S. Rap | U.K.     | Álbum                                |
| ---- | -------------------------------------------------------------------------------------------- | ------------ | -------- | -------- | -------- | ------------------------------------ |
| 1997 | "How We Comin'" (RBL Posse featuring Mystikal & Big Lurch)                                   | -            | 90       | 22       | -        | An Eye for an Eye                    |
| 1997 | "Make Em Say Ughh!" (Master P featuring Mystikal, Silkk the Shocker, Mia X & Fiend)          | 16           | 18       | 6        | -        | Ghetto D                             |
| 1998 | "It Ain't My Fault" (Silkk the Shocker featuring Mystikal)                                   | 18           | 5        | 1        | -        | Charge It 2 da Game                  |
| 1999 | "Live or Die" (Naughty by Nature featuring Mystikal, Master P, Silkk the Shocker & Phinesse) | -            | 86       | -        | -        | Nineteen Naughty Nine: Nature's Fury |
| 1999 | "Woof!" (Snoop Dogg featuring Fiend & Mystikal)                                              | 62           | 31       | 3        | -        | No Limit Top Dogg                    |
| 2001 | "Stutter" (Remix) (Joe featuring Mystikal)                                                   | 1            | 1        | -        | 7        | My Name Is Joe                       |
| 2001 | "Don't Stop (Funkin' 4 Jamaica)" (Mariah Carey featuring Mystikal)                           | 123          | 42       | -        | 32       | Glitter                              |
| 2002 | "Wizzy Wow" (Blackstreet featuring Mystikal)                                                 | –            | 108      | -        | 37       | Level II                             |
| 2002 | "I Don't Give a Fuck" (Lil' Jon & The Eastside Boyz feat. Mystikal & Krayzie Bone)           | –            | 50       | –        | –        | Kings of Crunk                       |
| 2002 | "Move Bitch" (Ludacris feat. Mystikal & I-20)                                                | 10           | 3        | 3        | –        | Word Of Mouf                         |
| 2003 | "Keep Doin' It" (Violator featuring Mystikal, Dirtbag & Busta Rhymes)                        | -            | 92       | -        | –        | Violator: The Album 3                |
| 2010 | "Set Me Free" (Lloyd featuring Mystikal)                                                     | -            | 87       | -        | –        | TBA                                  |
| 2013 | "Fly Rich" (Rich Gang featuring Stevie J, Future, Tyga, Meek Mill & Mystikal)                | -            | 60       | -        | –        | Rich Gang: Flashy Lifestyle          |

### Apariciones
| Título                                          | Año  | Artista(s)                                                                      | Álbum                                                  |
| ----------------------------------------------- | ---- | ------------------------------------------------------------------------------- | ------------------------------------------------------ |
| "It's On"                                       | 1998 | Steady Mobb'n, Master P, Fiend                                                  | Pre-Meditated Drama                                    |
| "You Don't Wanna Go 2 War"                      | 1998 | Mia X, TRU                                                                      | Unlady Like                                            |
| "Who Got tha Clout"                             | 1998 | Mia X                                                                           | Unlady Like                                            |
| "Hustlin'"                                      | 1998 | Mr. Serv-On, Master P                                                           | Life Insurance                                         |
| "Let's Get 'Em"                                 | 1998 | Master P, Silkk the Shocker                                                     | Ghetto D                                               |
| "Captain Kirk"                                  | 1998 | Master P, Fiend, Silkk the Shocker                                              | Ghetto D                                               |
| "Bring the Noise"                               | 1998 | Young Bleed, Master P                                                           | My Balls and My Word                                   |
| "I'm a Soldier"                                 | 1998 | Silkk the Shocker, Master P, C-Murder, Fiend, Mac, Skull Duggery, Big Ed, Mia X | Charge It 2 da Game                                    |
| "How Many Niggas?"                              | 1998 | Silkk the Shocker, C-Murder, Master P, Mia X                                    | Charge It 2 da Game                                    |
| "Don't Play No Games"                           | 1998 | C-Murder, Silkk the Shocker                                                     | Life or Death                                          |
| "Soldiers"                                      | 1998 | C-Murder, Master P, Silkk the Shocker, Fiend, Mac, Mia X, Big Ed, Kane & Abel   | Life or Death                                          |
| "Shake Somethin                                 | 1998 | Mia X                                                                           | I Got the Hook Up                                      |
| "Who Rock This"                                 | 1998 | Ol' Dirty Bastard                                                               | I Got the Hook Up                                      |
| "Do You Know"                                   | 1998 | Fiend, Master P                                                                 | There's One in Every Family                            |
| "Get High with Me"                              | 1998 | Soulja Slim, Tre-Nitty                                                          | Give It 2 'Em Raw                                      |
| "Soldiers, Riders & G's"                        | 1998 | Master P, Silkk the Shocker, Snoop Dogg                                         | MP da Last Don                                         |
| "War Wounds"                                    | 1998 | Master P, Silkk the Shocker, Snoop Dogg, Fiend                                  | MP da Last Don                                         |
| "Hot Boys and Girls"                            | 1998 | Master P, Silkk the Shocker, Mia X, Kane & Abel                                 | MP da Last Don                                         |
| "Watch Me"                                      | 1998 | Kane & Abel, Silkk the Shocker, Soulja Slim                                     | Am I My Brother's Keeper                               |
| "Let's Go Get 'Em"                              | 1998 | Kane & Abel, Soulja Slim, Mac, Big Ed, Fiend, Mia X                             | Am I My Brother's Keeper                               |
| "Murda, Murda, Kill, Kill"                      | 1998 | Mac                                                                             | Shell Shocked                                          |
| "Tru Tank Doggs"                                | 1998 | Snoop Dogg                                                                      | Da Game Is to Be Sold, Not to Be Told                  |
| "See Ya When I Get There"                       | 1998 | Snoop Dogg, C-Murder                                                            | Da Game Is to Be Sold, Not to Be Told                  |
| "My Entourage"                                  | 1998 | Big Ed, Silkk the Shocker                                                       | The Assassin                                           |
| "Go 2 War"                                      | 1998 | Big Ed, Full Blooded                                                            | The Assassin                                           |
| "Uh Oh"                                         | 1998 | Big Ed, Fiend                                                                   | The Assassin                                           |
| "Satisfied"                                     | 1998 | Skull Duggery                                                                   | These Wicked Streets                                   |
| "Did What I Had 2"                              | 1998 | Magic                                                                           | Sky's the Limit                                        |
| "Made Niggaz"                                   | 1998 | Mack 10, Master P                                                               | The Recipe                                             |
| "Liquidation of the Ghetto"                     | 1998 | Prime Suspects                                                                  | Guilty 'til Proven Innocent                            |
| "Only G's Ride"                                 | 1998 | Gambino Family, Mo B. Dick                                                      | Ghetto Organized                                       |
| "Bring It On"                                   | 1998 | Mia X, Fiend, C-Murder                                                          | Mama Drama                                             |
| "Don't Start No Shit"                           | 1998 | Mia X, C-Murder                                                                 | Mama Drama                                             |
| "Puttin' It Down"                               | 1998 | Mia X, Fiend, Mac                                                               | Mama Drama                                             |
| "I'm a Soulja"                                  | 1998 | Ghetto Commission, Master P                                                     | Wise Guys                                              |
| "Niggas Like Me"                                | 1998 | Steady Mobb'n, Silkk the Shocker                                                | Black Mafia                                            |
| "I Ain't Playin                                 | 1998 | No Limit Soldiers                                                               | We Can't Be Stopped                                    |
| "Pure Uncut"                                    | 1998 | 8Ball & MJG, Silkk the Shocker, Psycho Drama, Master P                          | Lost                                                   |
| "Iz They Wildin Wit Us & Gettin' Rowdy Wit Us?" | 1998 | Busta Rhymes                                                                    | E.L.E. (Extinction Level Event): The Final World Front |
| "The Edge of the Blade"                         | 1998 | Blade                                                                           | Blade                                                  |
| "It Ain't My Fault 2"                           | 1999 | Silkk the Shocker                                                               | Made Man                                               |
| "Boot 'Em Up"                                   | 1999 | Mr. Serv-On, Fiend                                                              | Da Next Level                                          |
| "Runnin' from the Police"                       | 1999 | C-Murder                                                                        | Foolish                                                |
| "That's That Shit"                              | 1999 | C-Murder                                                                        | Foolish                                                |
| "Ghetto Symphony"                               | 1999 | Snoop Dogg, Mia X, Fiend, C-Murder, Silkk the Shocker, Goldie Loc               | No Limit Top Dogg                                      |
| "Hush"                                          | 1999 | Mercedes, Peaches                                                               | Rear End                                               |
| "Ak'n Bad"                                      | 1999 | Fiend, Skull Duggery                                                            | Street Life                                            |
| "We Ain't Hard 2 Find"                          | 1999 | Lil' Italy, Snoop Dogg                                                          | On Top of da World                                     |
| "Y'all Don't Want None"                         | 1999 | Master P                                                                        | Only God Can Judge Me                                  |
| "Did I Do That?"                                | 1999 | Mariah Carey, Master P                                                          | Rainbow                                                |
| "Tryin' to Stop Smokin                          | 2000 | Trick Daddy                                                                     | Book of Thugs: Chapter AK Verse 47                     |
| "Hands in the Air"                              | 2000 | Da Brat                                                                         | Unrestricted                                           |
| "What You Bout"                                 | 2000 | C-Murder                                                                        | Trapped in Crime                                       |
| "Them Boyz"                                     | 2001 | Silkk the Shocker                                                               | My World, My Way                                       |
| "Ride wit Me"                                   | 2009 | Mack Maine, Soulja Slim                                                         | This Is Just a Mixtape                                 |
| "Get Away"                                      | 2011 | Yelawolf, Shawty Fatt                                                           | Radioactive                                            |
| "Move Fast"                                     | 2012 | Galactic, Mannie Fresh                                                          | Carnivale Electricos                                   |
| "New Orleans"                                   | 2012 | Gudda Gudda, Thugga, Flow                                                       | Guddaville 3                                           |
| "Money Mayweather"                              | 2012 | GMouse                                                                          | Millionaire Dreamzzz                                   |
| "I'm on It"                                     | 2012 | Mack Maine, Turk                                                                | Freestyle 102: No Pens or Pads                         |
| "P.A.M."                                        | 2013 | Big Chief                                                                       | Fuck Yo Feeling Vol. 2                                 |
| "Here I Go"                                     | 2013 | T.I., Young Dro, Spodee, Shad da God                                            | G.D.O.D.                                               |